# Герб Чехословаччини
Герб Чехословаччини — один з символів держави, що існувала в Центральній Європі в 1918—1939 та 1945—1992 рр. У різний час складався з гербів Чехії, Словаччини та інших земель, що входили до складу федеративної держави.

## Чехословацькі легіонери

Знак чехословацьких легіонерів

В часи Першої світової війни чехи й словаки, які боролися за власну державу на боці країн Антанти активно вживали знак із чотирма земельними гербами, які мали увійти до складу нової країни: Чехії, Словаччини, Моравії й Сілезії.

## Перша Чехословацька республіка
Після розпаду Австро-Угорщини і проголошення незалежної Чехословацької республіки її гербом став в 1919 році колишній герб Чеського королівства. Дещо пізніше поширилася практика вживання чотиридільного щита з гербами Чехії, Моравії, Сілезії, Словаччини. Незабаром на грудях у лева став зображатися і герб Словаччини — червоний щиток з шестикінечним білим хрестом над трьома синіми горбами.

#### Малий герб
|  | § 4 Малий герб Чехословацької Республіки являє собою: на червленому щиті срібний в стрибку лев з роздвоєним хвостом спрямований вправо, коронований золотою короною, з золотими мовою і кігтями, що несе на грудях червоний щит з трьома лазоревим пагорбами; на середньому вищому пагорбі споруджено срібний патріарший хрест. |

#### Середній герб
|  | § 5 Середній герб Чехословацької Республіки складається з двох щитів, переднього і заднього. На передньому (середньому) щиті - герб Чехії: на червленому щиті срібний в стрибку лев з роздвоєним хвостом спрямований вправо, коронований золотою короною, з золотими язиком і кігтями. Задній щит розсічений і пересічений. У верхньому правому полі - герб Словаччини: на червленому щиті три лазуровий пагорба; на середньому вищому пагорбі споруджено срібний патріарший хрест . У лівому верхньому полі - герб Підкарпатської Русі: щит розсічений, на правому лазуровому полі - три золотих колоди; на лівому срібному полі - стоїть червлений ведмідь, обернений вправо. У правому нижньому полі - герб Моравії: на блакитному щиті звернений управо шаховий сріблом і червені орел, коронований золотою короною. У лівому нижньому полі - герб Сілезії: на золотому щиті звернений управо чорний орел з червленим озброєнням і срібною пружиною на грудях, яка закінчується трилисниками і в середині прикрашена хрестом. |

#### Великий герб
|  | § 6 Великий герб Чехословацької Республіки складається з двох щитів, переднього і заднього. На передньому щиті - герб Чехії: на червленому щиті срібний в стрибку лев з роздвоєним хвостом спрямований вправо, коронований золотою короною, з золотими мовою і кігтями. Задній щит двічі пересічений і розділений на сім частин таким чином, щоб голова і пояс щита були рессечени, а край розсічена двічі. У верхньому правому полі - герб Словаччини : на червленому щиті три лазуровий пагорба; на середньому вищому пагорбі споруджено срібний патріарший хрест. У верхньому лівому полі - герб Підкарпатської Русі: щит розсічений, на правому лазуровому полі - три золотих колоди; на лівому срібному полі - стоїть червлений ведмідь, обернений вправо. У правому середньому полі - герб Моравії: на блакитному щиті звернений управо шаховий сріблом і червені орел, коронований золотою короною. У лівому середньому полі - герб Сілезії: на золотому щиті звернений управо чорний орел з червленим озброєнням і срібною пружиною на грудях, яка закінчується трилисниками і в середині прикрашена хрестом. У правому нижньому полі - герб Тешинской землі : на блакитному щиті золотий орел, обгорнутий вправо. У нижньому середньому полі - герб Опавской землі: щит розсічений на червлень і срібло. У лівому нижньому полі герб Рацібожской землі: щит розсічений; у правому лазуровому полі золотий коронований орел, обернений вправо; ліве поле розділене на срібло і червлень. Щит підтримують два золотих коронованих лева, з роздвоєними хвостами і червені мовами, звернені один до одного, що стоять на підставі з двох схрещених золотих липових гілок, із золотою девізної стрічкою з девізом PRAVDA VÍTĚZÍ (чеськ. Правда перемагає) лазоревим літерами; по обидві сторони девізу - два лазуровий рівносторонніх хреста. |

### Герби земель Чехословаччини
| Герби земель, що входили до Чехословацької Республіки | Герби земель, що входили до Чехословацької Республіки | Герби земель, що входили до Чехословацької Республіки | Герби земель, що входили до Чехословацької Республіки | Герби земель, що входили до Чехословацької Республіки | Герби земель, що входили до Чехословацької Республіки | Герби земель, що входили до Чехословацької Республіки | Герби земель, що входили до Чехословацької Республіки | Герби земель, що входили до Чехословацької Республіки |
| ----------------------------------------------------- | ----------------------------------------------------- | ----------------------------------------------------- | ----------------------------------------------------- | ----------------------------------------------------- | ----------------------------------------------------- | ----------------------------------------------------- | ----------------------------------------------------- | ----------------------------------------------------- |
|                                                       |                                                       |                                                       |                                                       |                                                       |                                                       |                                                       |                                                       |                                                       |
| Богемія                                               | Словаччина                                            | Підкарпатська Русь                                    | Моравія                                               | Сілезія                                               | Тешинська земля                                       | Опавська земля                                        | Рацибожська земля                                     |                                                       |

## Друга Чехословацька республіка

### 1945—1960
З 1945 року єдиним державним гербом Чехословаччини став малий герб.

### 1960—1990
У 1960 році з проголошенням країни соціалістичною республікою він був істотно видозмінений. Лев позбувся корони, а її місце зайняла червона зірка. На грудях лева традиційний герб Словаччини було замінено на новий: партизанське багаття на тлі гори Крівань (на згадку про антифашистське Словацьке повстання 1944 року). Змінився і сам гербовий щит. Він отримав форму павези — великого п'ятикутного щита, що ставився в Середньовіччі прямо на землю для захисту легкоозброєної піхоти. Такі щити використовували гусити — учасники антифеодального руху XV століття, що сколихнуло всю Європу.

### 1990—1992
Після оксамитової революції 1989 Чехословацька Соціалістична Республіка була перейменована в Чеську і Словацьку Федеральну Республіку (ЧСФР) і відповідно до цього змінена державна символіка. Насамперед був відновлений малий герб 1919 року, і лев знов отримав корону замість зірки. Проте цей герб має значення тільки для Чеської республіки, оскільки словацький національний рух відразу виступив за повернення колишнього герба Словаччині. За пропозицією президента ЧСФР Вацлава Гавела Національні збори затвердили новий федеральний герб, на якому двічі повторюються герби Чехії й Словаччини, що мало відображати повну рівність західної й східної частин країни.